# Oli de gerani
L'oli de gerani és un líquid de color groc pàl·lid o verd, destil·lat de les fulles de diverses espècies (com Pelargonium odoratissimum). Els seus principals components coneguts són citronel·lol i geraniol, ambdós utilitzats en perfumeria i com agents aromatitzants.
L'oli de gerani s'utilitza en fitoteràpia i aromateràpia.